# Oregon Shores
Oregon Shores es un lugar designado por el censo ubicado en el condado de Klamath en el estado estadounidense de Oregón. En el Censo de 2020 tenía una población de 330 habitantes y una densidad poblacional de 97,35 habitantes por km². Fue incluido como CDP en el censo de 2020.

## Geografía
Oregon Shores se encuentra ubicado en las coordenadas 42°32′16″N 121°55′20″O / 42.53778, -121.92222.Según la Oficina del Censo de los Estados Unidos,  tiene una superficie total de 3,39 km², de la cual 2,86 km² corresponden a tierra firme y 0,53 km² a agua.